# Лепеница (Шибеник)
Лепеница је насељено мјесто у Далмацији. Припада граду Шибенику, у Шибенско-книнској жупанији, Република Хрватска.

## Географија
Лепеница се налази око 23 км југоисточно од Шибеника.

## Становништво
Према попису становништва из 2011. године, насеље Лепеница је имало 68 становника.
| Демографија | Демографија | Демографија |
| Година      | Становника  | Становника  |
| ----------- | ----------- | ----------- |
| 1971.       | 209         |             |
| 1981.       | 145         |             |
| 1991.       | 109         |             |
| 2001.       | 89          |             |
| 2011.       |             | 68          |